# Mort d'un prof
Pour plus de détails, voir Fiche technique et Distribution.
Mort d'un prof (Unman, Wittering and Zigo) est un film britannique de John Mackenzie, sorti en 1971.

## Synopsis
Un professeur, John, fraîchement arrivé dans une école apprend que son prédécesseur est mort accidentellement. Il hérite de sa classe, la 5eB, connue manifestement pour les difficultés qu'elle présente. Très vite, alors qu'il pense réaliser sa vocation d'enseignant, il réalise qu'il fait face à un groupe très organisé, sous la coupe de quelques meneurs particulièrement effrontés. La classe ne tarde pas, face à ses velléités autoritaires, à lui apprendre qu'elle a collectivement assassiné le précédent professeur, qui voulait en finir avec le "modus vivendi" qu'ils avaient instauré. Abandonné par sa hiérarchie, pas plus pris au sérieux par son épouse, John rentre dans un rapport de plus en plus malsain et dangereux avec sa classe...

## Fiche technique
- Titre : Mort d'un prof
- Titre original : Unman, Wittering and Zigo
- Réalisation : John Mackenzie
- Scénario : Simon Raven (en), d'après la pièce de Giles Cooper
- Production : Gareth Wigan et David Hemmings, pour Hemmings et Mediarts
- Photographie : Geoffrey Unsworth
- Musique : Michael J. Lewis
- Décors : William McCrow
- Costumes : Judy Moorcroft
- Montage : Fergus McDonell
- Pays d'origine : Royaume-Uni
- Langues : anglais
- Format : Couleur (Eastmancolor) - 1,85:1 - Mono
- Genre : Drame, Thriller
- Durée : 102 minutes
- Dates de sortie :
  -  États-Unis (New York) : 13 juin 1971
  -  Allemagne de l'Ouest : 5 novembre 1971
  -  France : 5 avril 1972
- Affiche : Michel Landi (France)

## Distribution
- David Hemmings (VF : Bernard Murat (metteur en scène)) : John Ebony
- Douglas Wilmer (VF : Georges Aminel) : Headmaster
- Tony Haygarth (VF : Serge Sauvion) : Cary Farthingale
- Carolyn Seymour (VF : Évelyn Séléna) : Silvia Ebony
- Hamilton Dyce (VF : René Bériard) : Mr. Winstanley
- Barbara Lott : Mrs. Winstanley
- Donald Gee : Stretton
- David Jackson : Clackworth
- Hubert Rees : Blisterine
- David Auker (en) (VF : Richard Darbois) : Aggeridge
- James Wardroper (VF : Patrick Dewaere) : Lipstrob
- Keith Janess (VF : Thierry Bourdon) : Onis (Orris en VO)
- Tom Owen (VF : Dominique Collignon-Maurin) : Cuthbun
- Michael Cashman (VF : Yves-Marie Maurin) : Terhew
- Nicholas Hoye (VF : Claude Mercutio) : Clisterman (Cloistermouth en VO)